# Larry Owens
Larry Owens (nacido el 8 de enero de 1983 en Mesa, Arizona) es un exjugador de baloncesto estadounidense. Con 2,01 metros de estatura, jugaba en la posición de alero.

## Trayectoria deportiva

### Universidad
Jugó dos temporadas en el Yavapai College, en las que promedió 22,7 puntos y 10,6 rebotes por partido, siendo incluido en el segundo quinteto All-American de la NJCAA. Todavía posee los récords de anotación, rebotes y robos en una temporada de su junior college.
Fue posteriormente transferido a los Golden Eagles de la Universidad Oral Roberts, donde en su primera temporada fue elegido debutante del año de la Mid-Continent Conference, tras promediar 9,2 puntos y 7,5 rebotes por partido. Al año siguiente ganó el título de Jugador Defensivo del Año de la conferencia y fue incluido en el mejor quinteto de la misma. En sus dos temporadas promedió 10,9 puntos, 7,7 rebotes y 2,8 asistencias por partido.

### Profesional
Tras no ser elegido en el Draft de la NBA de 2006, fichó por el Stade Clermontois de la liga francesa, donde jugó una temporada en la que promedió 10,0 puntos y 5,2 rebotes por partido.
Tras jugar dos años en el Belgacom Liege Basket belga, en 2009 fichó por los Tulsa 66ers de la NBA D-League, donde en su primera temporada promedió 15,8 puntos y 3,9 rebotes por partido, lo que le valió en primer lugar para ser reclamado por los San Antonio Spurs en dos contratos consecutivos de 10 días, con los que jugó 7 partidos y promedió 1,3 puntos, y poco después para fichar por Washington Wizards, disputando 5 partidos, promediando 6,2 puntos y 2,2 rebotes. Acabó el año siendo incluido en el tercer mejor quinteto de la NBA D-League.
Al año siguiente regresó a los 66ers, jugando una temporada en la que promedió 12,4 puntos y 5,0 rebotes por partido, y en la que disputó el All-Star  de la NBA D-League. Esa temporada fue también reclamado por un equipo de la NBA, los New Jersey Nets, con los que jugó siete partidos, promediando 1,9 puntos y 1,9 rebotes.
En 2012 realizó una prueba con el BC Budivelnyk, pero no la pasó. Fichó posteriormente por el JDA Dijon, regresando a la liga francesa, donde jugó una temporada como suplente, promediando 7,3 puntos y 3,1 rebotes por partido. Regresó a Tulsa, y posteriormente fichó por los Iowa Energy, donde promedió 9,0 puntos y 4,6 rebotes por encuentro.
En agosto de 2014 fichó por los Halcones Rojos Veracruz de México, pero en noviembre dejó el equipo tras 13 partidos disputados. En enero de 2015 regresó a los Iowa Energy.

## Estadísticas de su carrera en la NBA

### Temporada regular
| Año     | Equipo      | PJ | PT | MPP  | %TC  | %3P  | %TL  | RPP | APP | ROB | TPP | PPP |
| ------- | ----------- | -- | -- | ---- | ---- | ---- | ---- | --- | --- | --- | --- | --- |
| 2011-12 | San Antonio | 7  | 0  | 4.4  | .500 | .333 | .500 | .6  | .1  | .3  | .0  | 1.3 |
| 2011-12 | Washington  | 5  | 0  | 22.4 | .462 | .500 | .400 | 2.2 | 1.4 | 1.4 | 1.0 | 6.2 |
| 2012-13 | New Jersey  | 7  | 0  | 10.7 | .364 | .400 | .750 | 1.9 | .6  | .0  | .1  | 1.9 |
| Total   |             | 19 | 0  | 11.5 | .442 | .444 | .538 | 1.5 | 0.6 | 0.5 | .3  | 2.8 |